# Viaduc de la Bouzanne
Le viaduc de la Bouzanne, également appelé viaduc de Chabenet, est un viaduc ferroviaire français qui franchit la Bouzanne entre le tunnel des Roches et la gare de Chabenet. Il est situé sur la commune du Pont-Chrétien-Chabenet dans le département de l'Indre en région Centre-Val-de-Loire.

## Situation ferroviaire
Il est situé en sortie sud du tunnel des Roches (1 005 m), entre les points kilométriques (PK) 289,3 et 289,6 de la ligne des Aubrais - Orléans à Montauban-Ville-Bourbon.

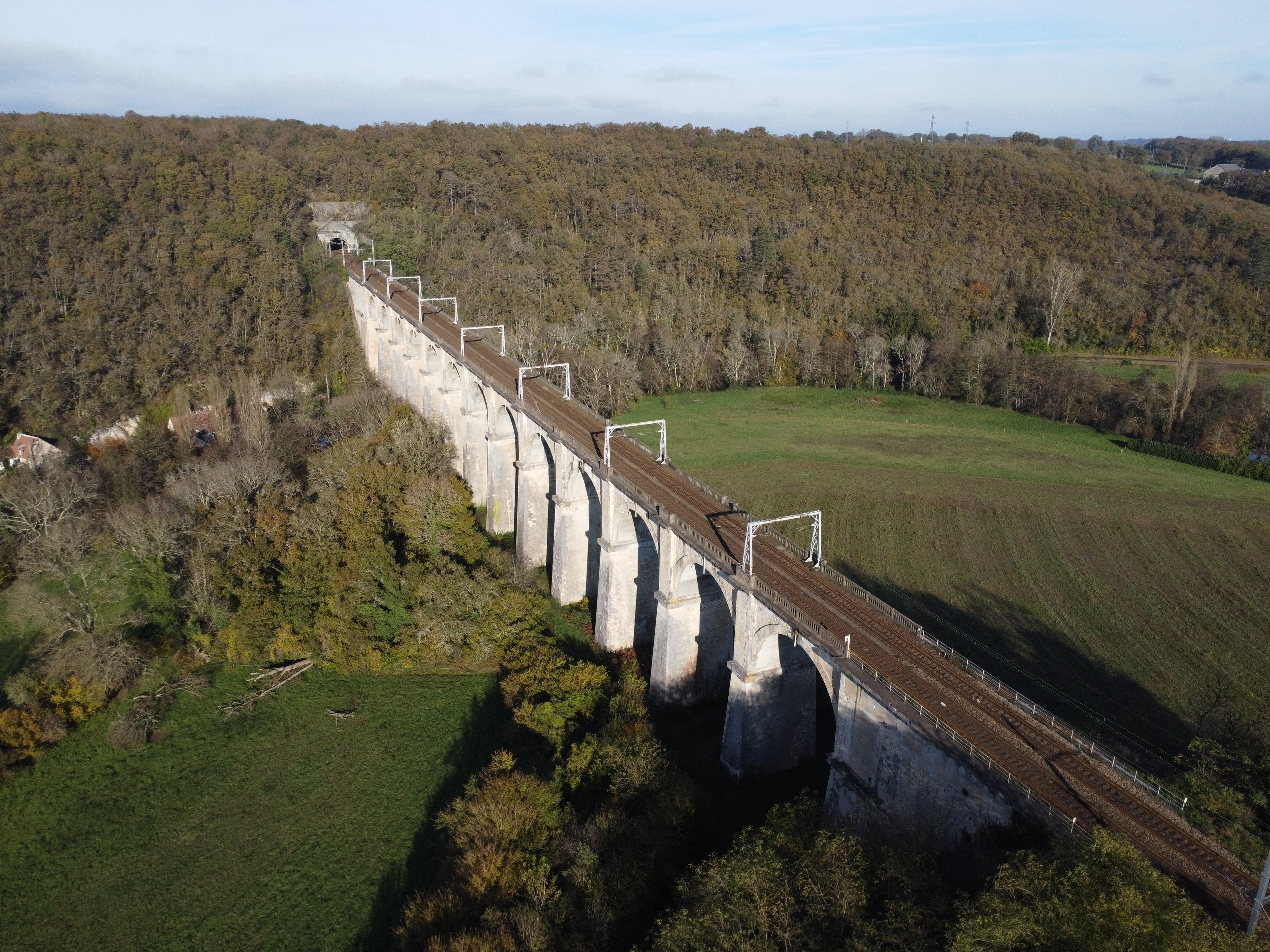
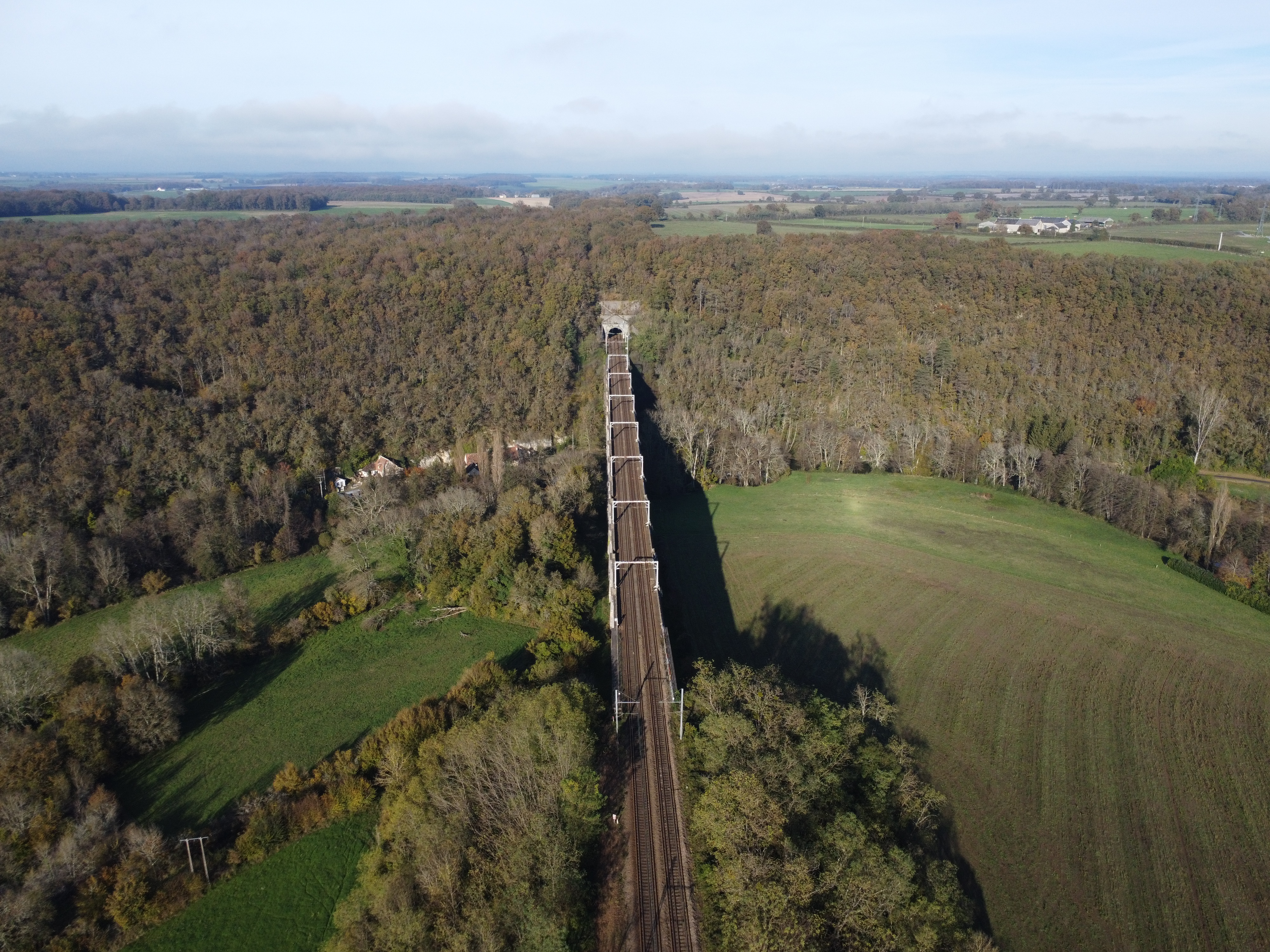
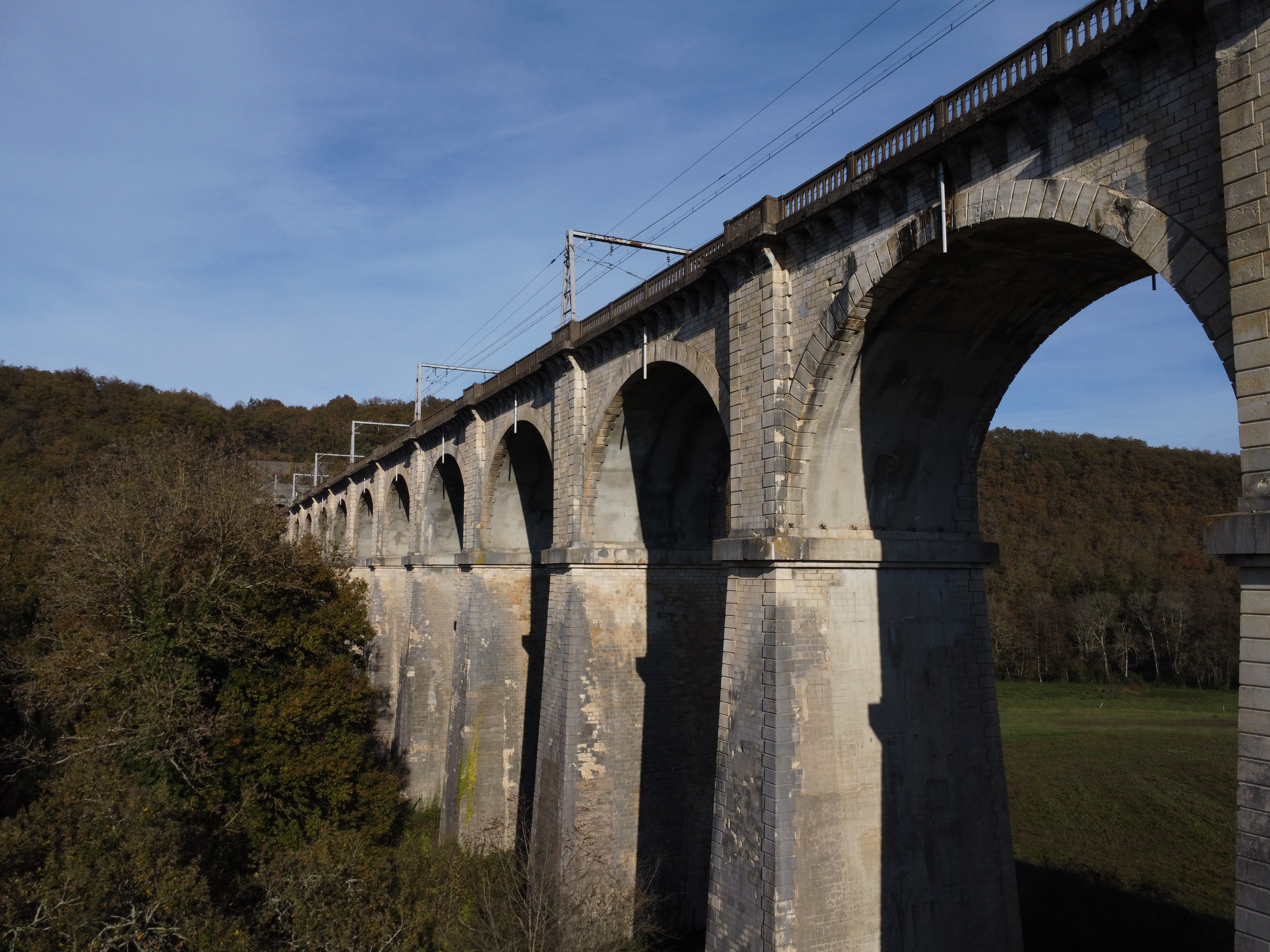
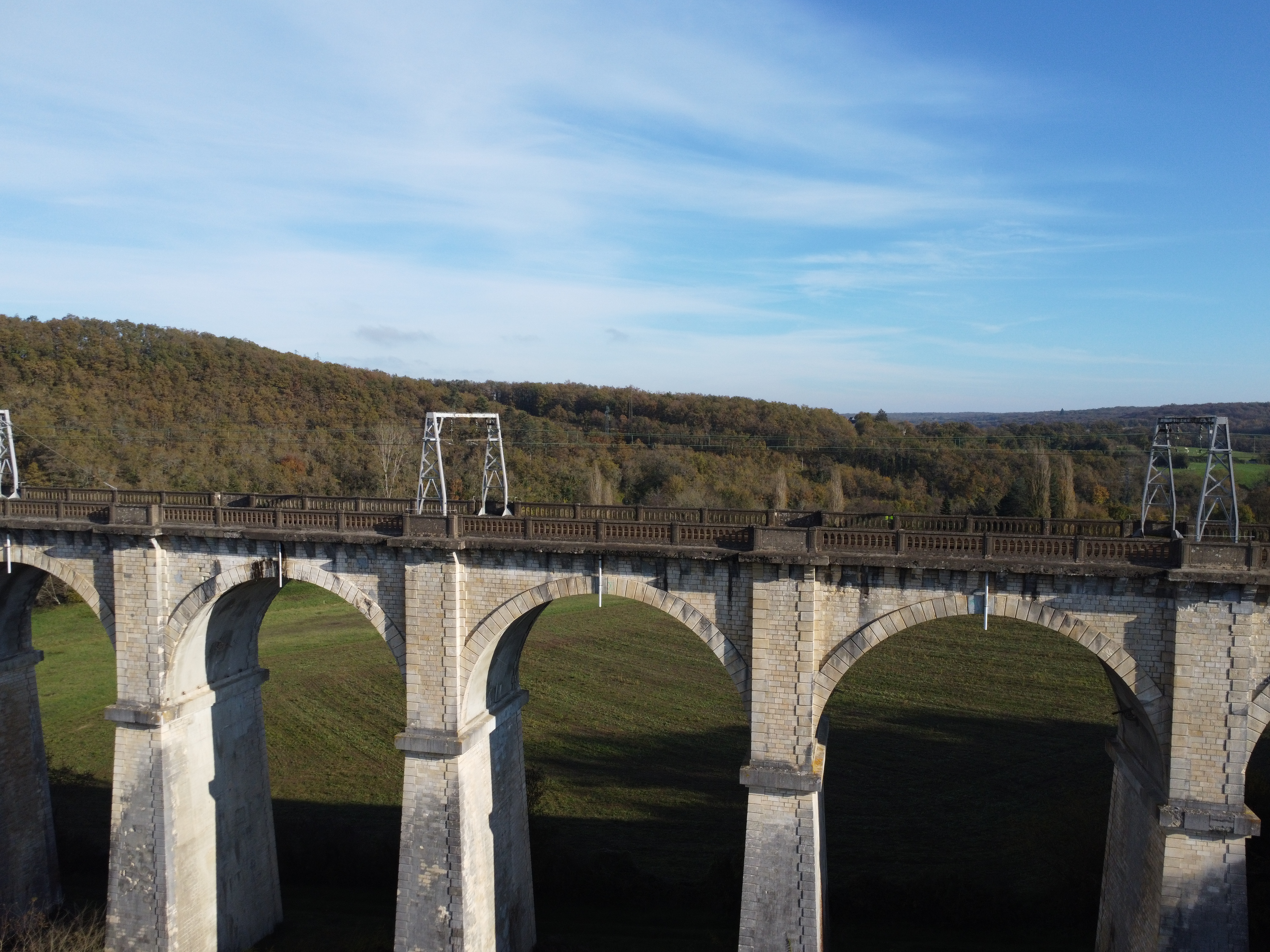

## Histoire
Le pont a été construit en 1847 pour une ouverture de la section de ligne en 1856. Cette section de la ligne a été électrifiée en 1935.

## Description
C'est un viaduc droit en maçonnerie qui comporte 13 arches de 16 m d'ouverture en arc en plein cintre pour une longueur totale de 244 mètres et une hauteur de 38 mètres. Il porte deux voies.